# Krajno-Zagórze
Krajno-Zagórze – wieś w Polsce położona w województwie świętokrzyskim, w powiecie kieleckim, w gminie Górno.
| SIMC    | Nazwa            | Rodzaj    |
| ------- | ---------------- | --------- |
| 0239155 | Zagórze Drugie   | część wsi |
| 0239161 | Zagórze Pierwsze | część wsi |

We wsi znajduje się obiekt rekreacyjny, park rozrywki i miniatur, na który składają się: stok narciarski, aleja miniatur "Wonderful World", park rozrywki i lunapark. W alei miniatur można zobaczyć miniatury budowli i innych miejsc stworzonych przez naturę a jedną z atrakcji są, jedyne w Europie, miniatury wież World Trade Center. Znajduje się tam również największa miniatura bazyliki św. Piotra w Watykanie.
W latach 1975–1998 miejscowość administracyjnie należała do województwa kieleckiego.
Przez wieś przechodzi  niebieski szlak turystyczny im. E. Wołoszyna z Wąchocka do Cedzyny.
W miejscowości znajduje się najdłuższy w województwie świętokrzyskim wyciąg narciarski o długości 1000 metrów.